# 古代全球化

珍妮特·阿布·卢格德描述的13世纪的世界体系

古代全球化是全球化史上的一个阶段，通常指的是从早期文明时期到约1600年左右（之后的时期被称为原初全球化）的全球化事件和发展。古代全球化描述了不同社区和国家之间的相互关系，以及它们如何通过地理传播思想和社会规范，从而在当地和区域层面上形成。
国家开始与邻近的其他国家展开互动和贸易，以获取令人向往的奢侈品。这种贸易带来了宗教、经济结构和政治理念等思想的传播。商人们以一种不太明显的方式相互联系和了解。古代的全球化与当今的全球化相比，规模要小得多。它不仅让商品和大宗商品传播到其他地区，还使人们能够体验其他文化。参与贸易的城市通过海路、河流和重要的陆上贸易路线相连，其中一些自古以来就在使用。根据地理位置，贸易被划分成不同的区域，中心地区充当着“散装货物”和货物交换的枢纽，这些货物被运往更遥远的市场。。在那个时期，子系统比现在更加自给自足，因此人们在日常生活中对彼此的依赖度也较低。。尽管长途贸易带来了许多考验和挑战，但早期的贸易活动依然广泛存在。将贸易联系在一起涉及到八个相互关联的子系统，这些子系统被分组成三个大回路，包括西欧、中东和远东回路。贸易中的这种互动方式是早期文明交流和许多思想传播的途径，这些思想促成了现代全球化的出现，为当今社会赋予了新的面貌。

## 全球化的定义
全球化是一个日益紧密联系着不同地区和个人的过程。它涉及到世界各地在经济、政治、技术、社会和文化等方面的联系与交流。"古老的"一词可以被理解为早期的理念和功能，这些理念和功能曾经在历史上在社会中显著存在，但可能随着时间的推移而逐渐消失。
全球化的发生具备三个主要的先决条件。第一个条件是东方起源的概念，它展示了西方国家如何吸收并实施从东方学到的原则。如果没有东方传统思想的影响，西方的全球化就不会以当前的方式呈现。第二个条件是距离。国家之间的互动并非在全球范围内进行，而是主要限于亚洲、北非、中东和欧洲等一些地区。在早期的全球化中，国家难以与非邻国进行互动。最后，技术进步使得国家能够认识到其他国家的存在，从而推动了全球化的进程。第三个条件涉及到相互依存、稳定性和规律性。如果一个国家不依赖于另一个国家，它们就无法相互影响。这是推动全球联系和贸易的动力之一。如果没有这两个因素，全球化就无法以当前的方式发展，各国仍将依赖自身的生产和资源。这也是关于早期全球化观点的争议之一。有人认为，古代的全球化与现代全球化的影响方式不同，因为国家之间的相互依存程度不如今天这样高。

## 世界体系的出现
历史学家认为，在资本主义兴起之前的16世纪到19世纪，世界体系是有序的。这一时期被称为早期资本主义时代，国家之间存在长途贸易、市场交换和资本积累。从公元800年起，希腊、罗马和穆斯林帝国的兴起覆盖了今天的中国和中东地区。主要宗教如基督教、伊斯兰教和佛教传播到遥远的地方，其中许多宗教至今仍然存在。丝绸之路连接了中国和地中海地区，而阿拉伯地区、南亚和非洲之间的艺术品和奢侈品流通和贸易成为最受欢迎的远距离贸易路线之一。这些贸易关系主要形成于东方，并最终促进了资本主义的发展。在这个时期，权力和土地从贵族和教会转移到了资产阶级手中，生产分工开始出现。12世纪后期和13世纪初，从欧洲西北部到中国的国家之间建立了国际贸易体系。
16世纪时，其他亚洲帝国出现，它们的贸易距离比之前更远。早期国家间的贸易往来中，除了奴隶、金属、木材和毛皮，欧洲几乎没有什么可提供的商品。欧洲通过努力在东方市场销售商品推动了自身的生产，并帮助其融入贸易所。十字军东征推动了欧洲的扩张和贸易机会增加，促进了农业、采矿业和制造业的复兴。整个欧洲迅速城市化使得北海和威尼斯之间建立了联系。工业化的进展，加上人口增长和对东方贸易需求的增加，导致了真正的贸易大市场的兴起，这些市场通过海洋航行进行出口。
古老的全球化具有"多极"的特点，涉及到非欧洲人的积极参与。由于它早于19世纪的大分流，当时西欧在工业生产和经济产出方面领先于其他地区，古老的全球化不仅是欧洲推动的，也是由古吉拉特邦、孟加拉、中国沿海和日本等其他经济发达的旧大陆中心推动的。
这些前资本主义运动是地区性的，而不是全球性的，而且在很大程度上是暂时的。这种早期全球化的观点是由历史学家A·G·霍普金斯在2001年提出的。霍普金斯通过研究贸易、移民以及遍布整个地区的帝国和宗教思想，阐述了古代全球化的主要观点。这种国家间的新互动导致了世界各地之间的相互联系，最终导致了这些国家行为体之间的相互依赖。国王、战士、牧师和商人是参与商品和思想传播的主要角色。霍普金斯还指出，在这段时间里，小型全球化非常突出，有些全球化崩溃了，或者变得更加孤立。这些小型全球化被认为是断断续续和破裂的，帝国有时会越界而不得不退缩。这些小型全球化留下的遗产使西方能够采纳这些新理念，从而产生了西方资本主义的思想。这些被采纳的理念可以在西方的货币体系中看到，并且是定义现代性和现代全球化的资本主义等体系的核心。

### 古代全球化的三大原则
古代的全球化涵盖了三个原则：王权的普遍化、宗教运动的扩张和医学的传播。
- 王权的普遍化使得士兵和君主们远道而来，寻求荣誉和威望。然而，穿越异域也给旅行者提供了交换贵重物品的机会。这扩大了遥远土地之间的贸易，增加了社会和经济关系的数量。

- 尽管君主和他们的随从们需要走很远的路，朝圣仍然是古代全球化中最伟大的人口流动之一。

- 最后，对更好的健康渴望成为古代全球化的另一个推动力。尽管香料、宝石、动物和武器的贸易仍然非常重要，人们开始从遥远的地方寻求药物。这导致了更多的贸易路线的形成，尤其是为了购买中国的茶叶[15]。

### 经济交流
随着贸易和国家联系的增加，经济交流扩展到整个地区，并导致参与者之间形成新的关系。这种早期的经济发展可以从香槟集市中看到，这是一个户外市场，旅行的商人前来出售和采购商品。在传统上，市场集市使用物物交换而非货币，但随着更多流动性较高的商人频繁出现，对货币的需求也增加，因此需要建立货币兑换商。一些历史学家认为这标志着银行家和信贷机构角色的出现。一个例子是当一个人需要某种商品时，城市商人通常不会储存该商品。寻货者会预订商品，商家承诺下次带来。寻求商品的人要么提前支付给商家，要么承诺在商品到货后支付款项，以获得商家的信任，或者通过预付定金做出某种让步。如果寻求商品的人没有商家要求的金额，他可以向货币兑换商借款，或者从货币充值者或提供所需商品的商人那里抵押部分预期收益。这种长期的交易最终导致了一个复杂的经济系统，随着每周市场从本地交易扩展到长距离贸易所需的货币化系统。
一旦来自远方的商人进入市场中心进行商品交易，更高层次的贸易循环就形成了。随后，商人们开始每周在同一地点相遇，以便安排与其他商人一起携带特殊物品进行交换，这些物品不是当地农民所需要的，而是来自他们所在城镇的市场。当地居民提前下订单时，来自不同贸易城镇的客户可能会开始向遥远城镇的商品下订单，而他们的贸易商可以从竞争对手那里订购。这个中心交汇点成为长距离贸易的焦点，并逐渐扩大。

### 扩大长途贸易
在这个早期时期，为了促进贸易的扩大，市场和商人需要满足一些基本条件。首先是安全问题。随着货物的价值逐渐增加，商人们需要保护他们珍贵的货物，特别是因为他们经常在风险较高的贫困地区旅行。为了解决这个问题，商人们开始组织商队旅行，以确保他们的人身安全和货物的安全性。早期远距离贸易的第二个关键条件是达成汇率协议。由于许多商人来自不同的地方，拥有不同的货币系统，因此必须建立一个机制来进行货币兑换，偿还之前的货款和债务，并确保合同得到履行。只要有兑换的动机存在，贸易的拓展就会蓬勃发展，这成为促进不同国家之间贸易的一种方式。此外，外来商人进入贸易网络也是贸易路线增长的一个关键因素。

### 商品和思想的传播
在这个早期时期，最受欢迎的商品是香料，它们通过短距离的贸易进行交换。制成品是这一贸易系统的核心，没有它们就无法得到支持。大约在13世纪，欧洲和中东发明了金币，中国发明了纸币，这使得不同参与者之间的贸易更加便利。在这个体系中，金、银和铜被认为在不同层面上都有价值。货物被转移，价格被确定，汇率被商定，合同被签订，信用被延展，伙伴关系被建立，协议被记录并得到履行。在这个全球化时期，信贷也被用作一种贸易手段。信用的使用最初以血缘关系的形式开始，但后来导致了“银行家”作为一种职业的出现。
随着人口的扩散，新的思想、宗教和商品遍布这片土地，这在移民运动之前的大多数社会中从未出现过。此外，这种全球化通过从自给自足的社会向货币经济的过渡，减轻了封建生活的程度。大约在1400年左右，中东、中国和印度控制了连接北非和欧洲的大部分贸易。在前现代时期，由于长途旅行的危险和高昂的成本，古代全球化主要源于少量占用空间但价值很高的商品的贸易。大多数生产和交易的商品被认为是奢侈品，许多人认为拥有这些梦寐以求的东西的人在社会地位上更高。
这类奢侈品的例子包括中国丝绸、异国草药、咖啡、棉花、铁、印度棉布、阿拉伯马、宝石和香料以及一些药材，如肉豆蔻、丁香、胡椒、龙涎香和鸦片。无论是在13世纪还是现在，奢侈品一直备受追捧，因为这些小巧而高价值的商品虽然运输成本高昂，但仍具有很高的价值，而那些低价值但重量沉重的货物则不值得远程携带。购买这类奢侈品被视为一种时尚消费，因为人们更倾向于追求这些物品而非满足日常需求。食物、药物和本草之间的界限在这些物质上往往是相当模糊的，它们的价值不仅体现在它们的稀缺性，还因为它们吸引了在前现代欧亚大陆盛行的健康和身体的体液学说。

### 主要贸易路线
在古代的全球化时期，有三条重要的贸易路线连接了欧洲、中国和中东。最北端的路线主要穿越蒙古帝国，全长近5000英里。尽管这条路线大部分是经过广袤的沙漠，几乎没有资源，但商人们仍然在这条路上旅行。在13世纪，忽必烈汗统一了蒙古帝国，只向旅行者征收少量的保护费，因此这条路线至今仍然通行。在统一之前，来自中东的商人使用这条路线，但几乎每个村庄都要经历阻碍和征税。中间的路线从叙利亚海岸到巴格达，旅行者可以从那里陆路穿越波斯到达印度，或者通过波斯湾乘船前往印度。在8世纪到10世纪期间，巴格达是一个世界级的城市，但在11世纪由于自然灾害如洪水、地震和火灾的影响开始衰落。1258年，他们对城市居民征收高额税款，导致生产减少，商人开始绕过该城市。第三条路线位于最南端，穿过由马穆鲁克统治的埃及，巴格达陷落后，开罗成为伊斯兰世界的首都。
这些贸易路线上的一些重要城市非常繁荣，为商人和国际市场提供服务。巴尔米拉和佩特拉位于叙利亚沙漠的边缘，是贸易的重要中心。它们管理着贸易路线，并为商队提供物资。它们也成为不同种族和文化背景的人相聚和互动的地方。这些贸易路线是古代文明及其社会之间交流的通道。新的发明、宗教信仰、艺术风格、语言和社会习俗，以及商品和原材料，都通过人们从一个地方到另一个地方进行商业活动而传播。

### 原始全球化
原始全球化是继古代全球化之后的一个时期，发生在17世纪到19世纪。它代替了古代全球化时期建立的全球路线，展现出更为明显的扩张路线和更为复杂的贸易体系。在这一时期，一些熟悉的贸易机构如不列颠东印度公司出现，为更大规模的交易提供了可能性。奴隶贸易在这个时期尤为广泛，与之相关的种植业，大宗商品生产是成为其特征。
由于频繁的贸易路线，多民族地区的数量显著增加，战争变得突出。这些战争包括法印战争、美国独立战争以及的英荷战争。

### 现代全球化
现代全球化的形成始于19世纪。这一时期的快速发展主要是由于西方的扩张，以及民族国家和工业技术所支持的资本主义和帝国主义的影响。这种趋势始于16世纪，并随着18世纪工业化的推进而呈指数级增长。大英帝国的征服和鸦片战争促进了工业化和全球社会的不断增长，创造了广阔的消费市场。
第一次世界大战标志着现代全球化的第一阶段的开始。经济力量被认为是这场战争的部分原因，正如维克多·马斯林·叶茨（Victor Maslin Yeates）所说。自那以后，全球化得到了巨大的扩展。跨国公司、技术、科学和大众传媒的不断进步都是广泛的国际交流的结果。此外，世界银行、世界贸易组织和其他国际组织，如国际电信公司，也对现代全球化产生了深远的影响。互联网在现代全球化中扮演着重要的角色。它提供了跨越国界和地域的连接，有助于扩大全球网络。

## 另请参阅
- 全球化史
- 军事全球化